# Greg Dulli
Greg Dulli (Hamilton, 11 de maio de 1965) é um músico, compositor e produtor musical estadunidense.

## Biografia
Greg Dulli nasceu e cresceu na cidade operária de Hamilton, Ohio, nos Estados Unidos da América. Apesar de sua criação católica, atualmente ele é agnóstico. Dulli chamou a atenção do público pela primeira vez no fim dos anos 80 com os Aghan Whigs, quando ele se juntou a John Curley, baixista de Washington, D.C. e a Rick McCollum, guitarrista de Louisville, Kentucky. A banda misturava punk rock e R & B. A carreira de produtor de Dulli foi interrompida à medida que os Afghan Whigs começaram a fazer mais shows, para públicos cada vez maiores. A banda logo chamou a atenção da gravadora Sub Pop, de Seattle, com a qual assinaram contrato. Este fato causou um certo rebuliço: eles foram a primeira banda de fora do noroeste dos Estados Unidos a assinarem com esta gravadora. Os Afghan Whigs se separaram amigavelmente em 2001.
Em 1994, Dulli foi o vocalista principal da Backbeat Band, uma superbanda de rock alternativo que gravou a trilha sonora do filme biográfico dos Beatles, Backbeat - Os 5 Rapazes de Liverpool. Os outros integrantes dessa banda eram Thurston Moore (Sonic Youth), Don Fleming (Gumball), Mike Mills (R.E.M.), Dave Grohl (Nirvana, e posteriormente Foo Fighters), e Dave Pirner (Soul Asylum). Dulli foi o único músico a participar do primeiro álbum dos Foo Fighters, além de Dave Grohl. Ele tocou guitarra na música "X-Static".
Em 1996, Dulli (junto com Ted Demme e o diretor Mark Pellington) comprou os direitos cinematográficos do livro Spoken in Darkness, de Ann Imbrie. O filme, no entanto, nunca foi feito.
Em dezembro de 1998, Dulli foi hospitalizado por causa de uma fratura no crânio após uma briga no Liberty Lunch Club, em Austin, Texas.
Em 1999, Dulli foi convidado para participar em um álbum tributo para Skip Spence, um dos fundadores do Moby Grape, que estava morrendo de câncer de pulmão. O álbum, chamado More Oar: A Tribute To The Skip Spence Album (Birdman Records), foi lançado pouco após a morte de Spence. Porém, ele chegou a ouvir uma versão pré-lançamento do álbum antes de morrer.
Dulli fez uma participação no álbum "Don't Be Afraid of Love" (2002), da banda Lo-Fidelity Allstars, cantando a música "Somebody Needs You".
Em 2006, Dulli produziu o álbum Ballads for Little Hyenas da banda italiana de rock Afterhours.
Atualmente, Dulli é o vocalista e compositor principal da banda The Twilight Singers, que lançou seu quinto álbum, Dynamite Steps, em fevereiro de 2011. Ele também colaborou com Mark Lanegan (Screaming Trees, Queens of the Stone Age, Mark Lanegan Band) no seu projeto paralelo, The Gutter Twins. Lanegan também participa do EP dos Twilight Singers, A Stich in Time.
Dulli sempre escreve frases em italiano grosseiro nos encartes de seus álbuns.
Em outubro de 2007, Dulli, juntamente com Jeff Klein, Shawn Smith, Petra Haden e Barb Antonio, fez dois shows acústicos beneficentes no Triple Door, em Seattle, para o projeto Vera. Os shows foram gravados e lançados em outubro de 2008 por download digital no selo de Greg Dulli, Infernal Recordings.
Em 2009, Dulli foi convidado para participar em um álbum tributo ao falecido Doug Sahm, chamado Keep Your Soul: A Tribute to Doug Sahm (Vanguard Records). Ele fez uma versão para a música "You Was For Real".
Greg Dulli também contribuiu com duas músicas para a série "Dangerous Highway: A Tribute To The Songs of Eddie Hinton" (Shake It Records), lançada apenas em vinil de 7". Dulli faz cover das músicas "Hard Luck Guy" e "Cover Me" no volume 1 dessa série.
Além de sua carreira musical, Dulli também participou em alguns filmes, como o curta-metragem independente Salt Shaker (1994), Monument Ave. (1998) e Beautiful Girls (Brasil: Brincando de Seduzir / Portugal: Mulheres Giras) (1996), ambos de Ted Demme (este último com os Afghan Whigs), Passenger Side (2009), de Matt Bissonnette, e Fresh Horses (1988), de David Anspaugh.
Em outubro de 2010, pela primeira vez, Greg Dulli fez uma turnê solo contendo músicas de toda a sua carreira. A turnê passou por cinco países, totalizando vinte e nove shows. O primeiro deles foi em New Orleans, no bar "d.b.a". Um CD ao vivo, contendo 19 músicas deste show, foi lançado posteriormente durante a turnê.
Em dezembro de 2011, foi anunciado que os Afghan Whigs se reuniriam para alguns shows. Em fevereiro de 2012, Greg Dulli afirmou em uma entrevista que os Afghan Whigs fariam de 25 a 30 shows neste ano.

## Discografia

### Solo
- 2005 Amber Headlights LP  (Infernal Recordings)
- 2008 Live at Triple Door LP  (Infernal Recordings)
- 2010 Live in New Orleans LP  (Kali Nichta Music)

### Contribuições para outros artistas
- 1995 Guitarra na música "X-Static" do álbum Foo Fighters dos Foo Fighters
- 1999 More Oar: A Tribute To The Skip Spence Album (Birdman Records)
- 2007 Escreveu no encarte do álbum Ticonderoga do Morning 40 Federation.
- 2009 Keep Your Soul: A Tribute to Doug Sahm (Vanguard)
- 2011 Voz em "Twice" e "Dark Sets In", do dEUS, no álbum Keep You Close